# 陸朝安
陸朝安（？年—？年），廣東香山縣（今中山市）人。清朝軍事將領。
咸豐六年（1856年）丙辰科二甲第四名武進士，授官三等侍衛。加捐遊擊銜。此後投本省督標效力，署肇慶督標後營參將。